# Kafr Hamrah
Kafr Hamrah (arabisch كفر حمرة, DMG Kafr Ḥamra) ist eine Ortschaft im nördlichen Syrien im Gouvernement Aleppo. Der Name stammte aus der roten Farbe der Erde dort. Beim Zensus 2004 zählte der Ort 10.696 Einwohner. In dem Dorf gab es damals eine sehr schöne Baustruktur, wobei lebten in dem dorf damals mehrere reiche Familien. Die Villen die dort gebaut wurden, waren Luxus Häuser auf die römische Bauart. Dasmals arbeiteten die Familien in den Immobilien Branche. Mehrere Betriebe und Industrien waren auch aktiv vor Ort. Als die syrische Revolution trat, kämpften mehrere Richtungen, damit Sie dem Dorf besitzen. Der Ort war zwischenzeitlich vom IS besetzt. 2013 schlugen hier Raketen der Regierungstruppen ein. Im Dezember 2015 griffen russische Flugzeuge den Ort an und töteten 22 Zivilisten.